# Heiligewegspoort

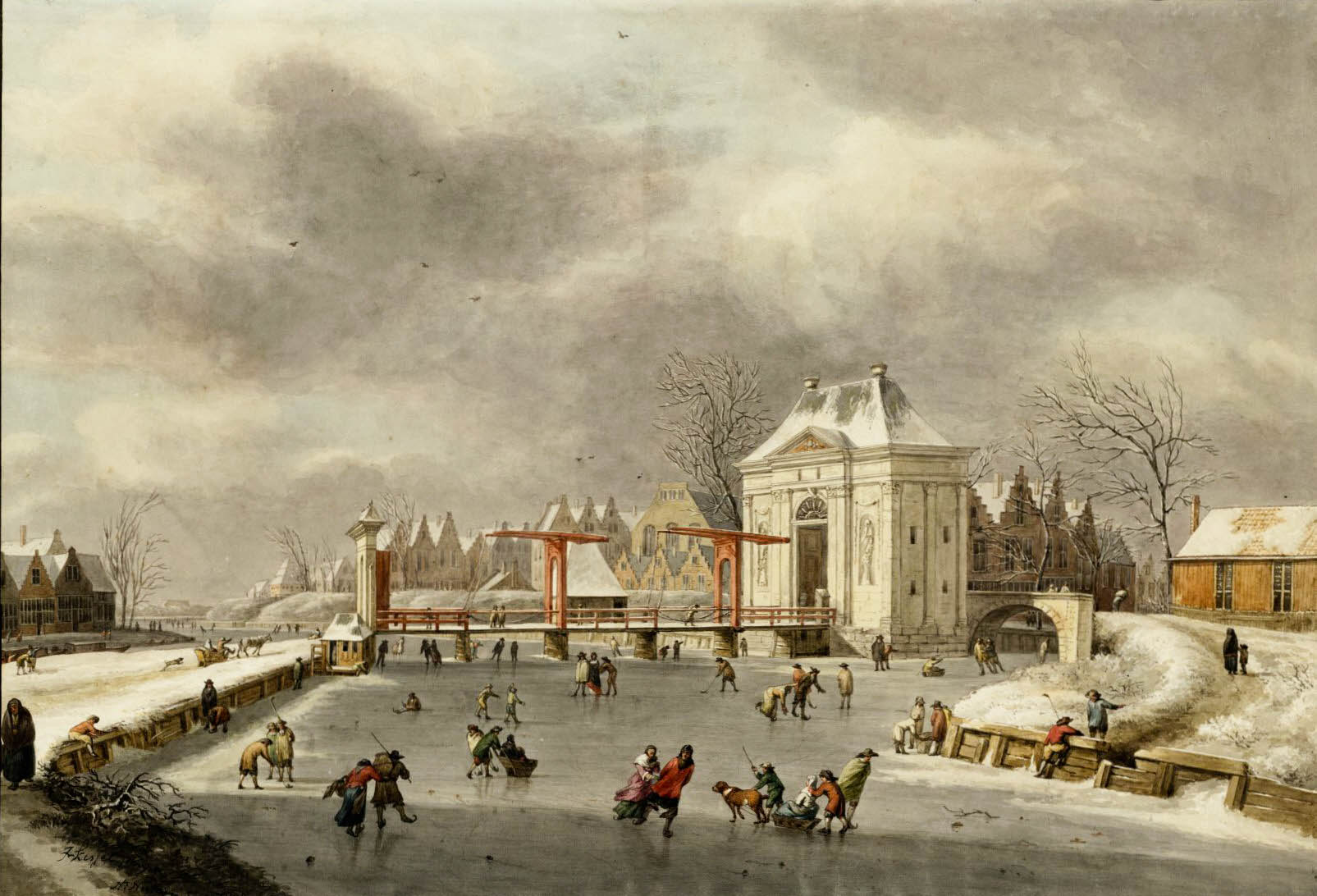
De Heiligewegspoort door Hermanus Numan (1808), geïnspireerd op een 17e-eeuws schilderij van Jan van Kessel

De Heiligewegspoort is een voormalige stadspoort van Amsterdam, die deel uitmaakte van de vestingwerken van Amsterdam. De eerste Heiligewegspoort stond aan het einde van de huidige Heiligeweg. Na de eerste uitleg van Amsterdam werd de poort verplaatst naar het eind van de Heiligewegburgwal, na drooglegging tegenwoordig bekend als het Koningsplein.
Aanvankelijk was deze poort in hout opgetrokken, maar in 1637 werd de poort versteend naar een ontwerp van Jacob van Campen. Door de vierde uitleg van Amsterdam kwam de poort binnen de stadsomwalling te liggen. In 1664 werd de functie van de poort overgenomen door de zuidelijker gelegen Leidsepoort en werd de Heiligewegspoort afgebroken.

## Galerij

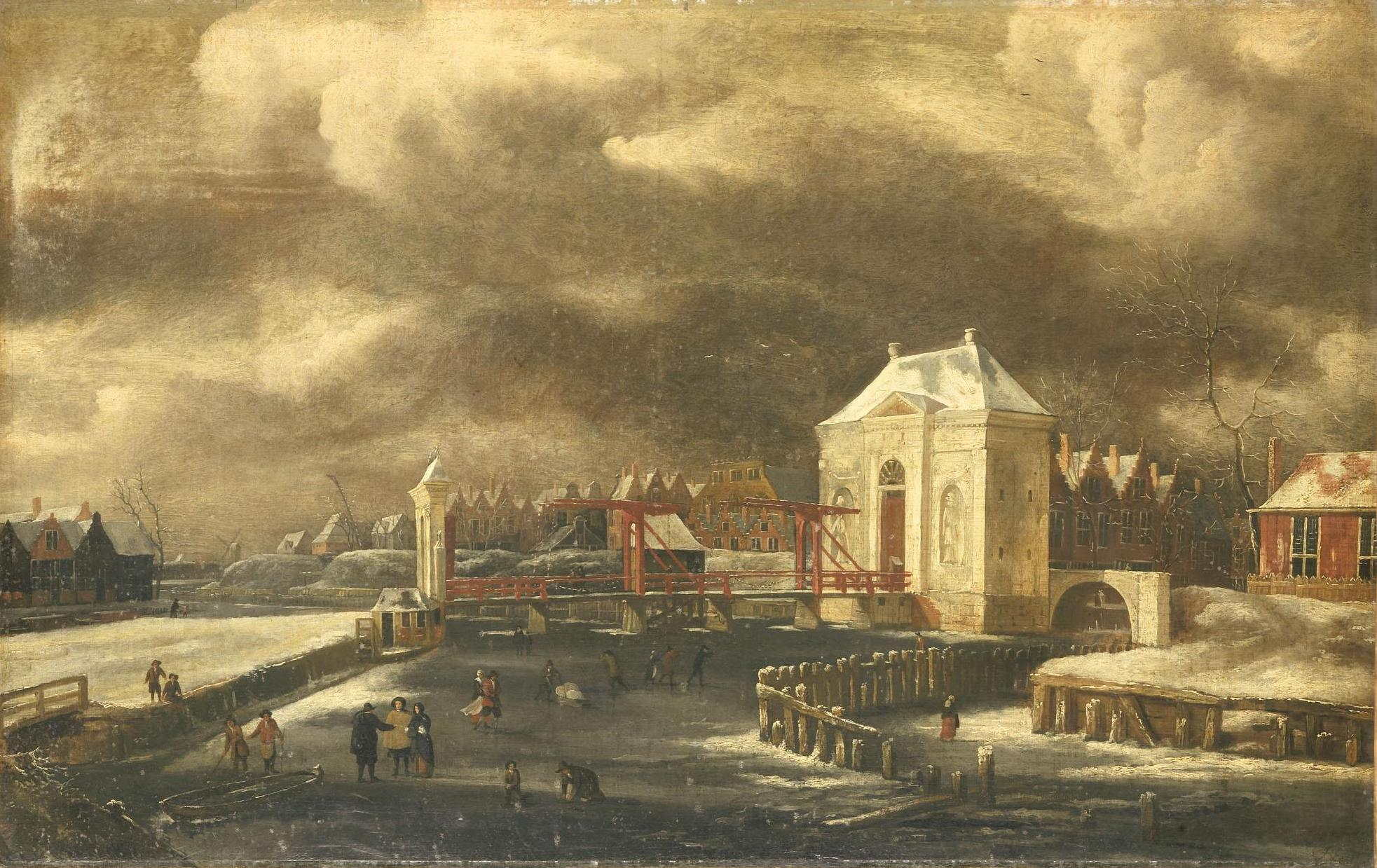
Het oorspronkelijke schilderij van Jan van Kessel.
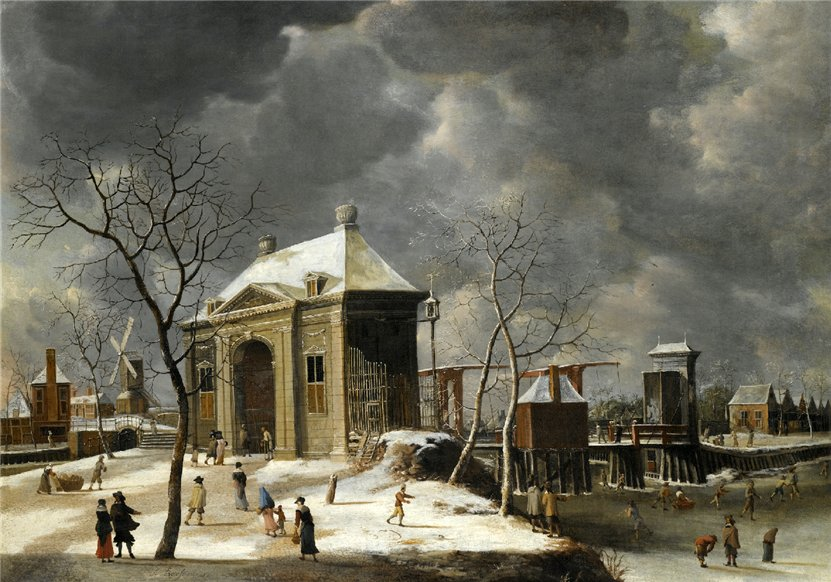
Een ander schilderij van de poort door Jan Abrahamsz. van Beerstraten.
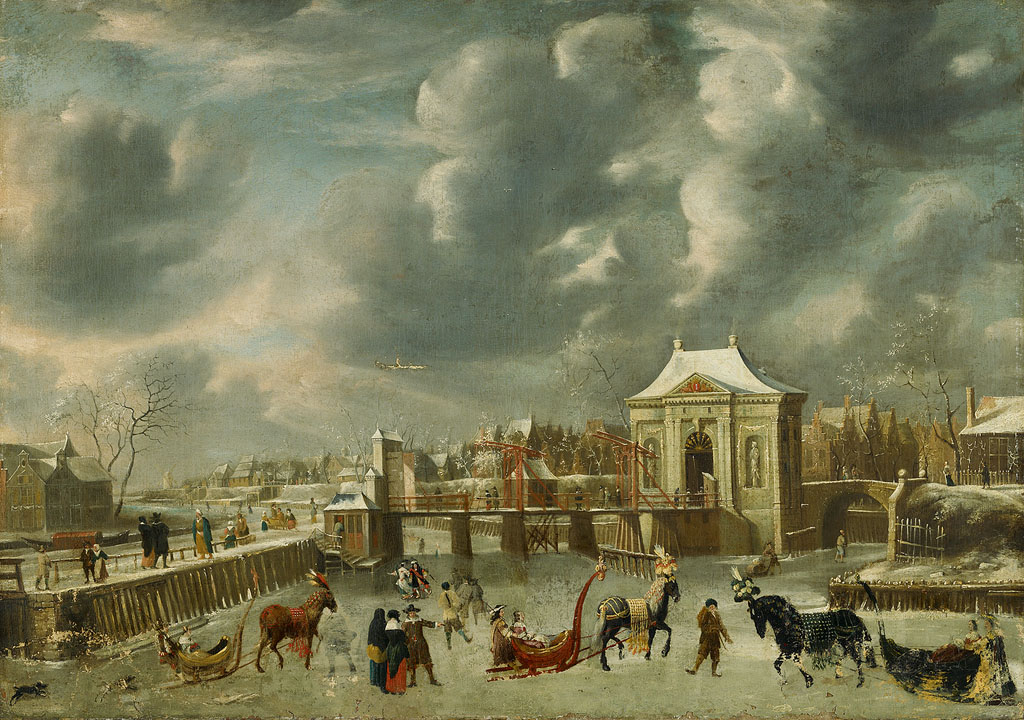
De Heiligewegspoort in de winter, eveneens door Jan Abrahamsz. van Beerstraten.